# Lotus Etna
La Lotus Etna è una concept car realizzata dalla casa automobilistica inglese Lotus Cars nel 1984 insieme alla italiana Italdesign.

## Descrizione
Designata con il nome in codice Type 909, la carrozzeria si caratterizza per essere una coupé a 2 porte, dalle linee squadrate, con i fari anteriori a scomparsa.
La Etna, progettata da Giorgetto Giugiaro che sviluppò anche la Lotus Esprit, era accreditato di una velocità massima di 290 km/h (180 mph) e debuttò al British International Motor Show del novembre 1984. È alimentato da un motore V8 aspirato da 3946 cm³ (4,0 litri) montato in posizione centrale, con distribuzione bialbero a 32 valvole e accreditato secondo le fonti di circa 320-360 CV di potenza. Il propulsore progettato da Tony Rudd. Era abbinato ad un cambio manuale a 5 marce e copriva lo 0-97 km/h (0-60 mph) in 4,3 secondi; era stata anche prevista una trasmissione a variazione continua. Inoltre era stata preventivata anche utilizzo della trazione integrale e delle sospensioni attive a controllo elettronico.
Dopo l'acquisizione da parte della GM della Lotus, il motore doveva essere montato sulla nuova Corvette, idea venne accantonata.
La carrozzeria era in fibra di vetro, ma ne era prevista la realizzazione di una in honeycomb realizzata in materiale composito in fibra di carbonio e kevlar rinforzata con resina.
La produzione della vettura di serie era prevista per il 1988, ma non andò mai oltre lo stadio prototipale. Della vettura furono realizzati due esemplari.